# Gwatemala na Mistrzostwach Świata w Lekkoatletyce 2017
Gwatemala na Mistrzostwach Świata w Lekkoatletyce 2017 – reprezentacja Gwatemali podczas mistrzostw świata w Londynie liczyła 7 zawodników, którzy nie zdobyli medalu.

## Skład reprezentacji
Mężczyźni
| Zawodnik                | Konkurencja           | Finał   | Finał   |
| Zawodnik                | Konkurencja           | Wynik   | Pozycja |
| ----------------------- | --------------------- | ------- | ------- |
| José Alejandro Barrondo | chód na 20 kilometrów | 1:23:47 | 40.     |
| Erick Barrondo          | chód na 20 kilometrów | 1:21:34 | 21.     |
| José María Raymundo     | chód na 20 kilometrów | 1:27:09 | 52.     |
| José Amado García       | maraton               | 2:25:03 | 58.     |
| Luis Carlos Rivero      | maraton               | 2:41:39 | 69.     |
| Juan Carlos Trujillo    | maraton               | 2:33:42 | 68.     |

Kobiety
| Zawodniczka | Konkurencja           | Finał   | Finał   |
| Zawodniczka | Konkurencja           | Wynik   | Pozycja |
| ----------- | --------------------- | ------- | ------- |
| Mirna Ortiz | chód na 20 kilometrów | 1:30:01 | 11.     |